# Kalakan
Der Kalakan (russisch Калакан) ist ein rechter Nebenfluss des Witim in der Region Transbaikalien im Südosten Sibiriens.
Der Kalakan entspringt im Jankangebirge. Er fließt in überwiegend westlicher Richtung durch das Bergland. Nach 314 km erreicht er den Witim. Der Kalakan entwässert ein Areal von etwa 10.600 km². Der mittlere Abfluss (MQ) 5 km oberhalb der Mündung beträgt 78 m³/s. Zwischen Mitte Oktober und Mitte Mai ist der Fluss eisbedeckt. Wichtigster Nebenfluss des Kalakan ist der Tundak (Тундак) von links.